# Athenagoras din Atena
Athenagoras din Atena (în greacă veche Ἀθηναγόρας ὁ Ἀθηναῖος, Athenagoras ho Athenaios) a fost un apologet creștin grec care a trăit în a doua jumătate a secolului al II-lea. Era atenian, filosof, convertit la creștinism și sanctificat. A fost considerat unul din cei mai capabili apologeți creștini din secolul al II-lea.
1. ↑  CONOR.SI[*] Verificați valoarea |titlelink= (ajutor)